# 博特明根
博特明根（德語：Bottmingen）是瑞士的城鎮，位於該國北部，由巴塞爾鄉村州負責管轄，面積2.99平方公里，海拔高度295米，2012年人口6,236，四成人口信奉基督教，人口密度每平方公里2086人。

## 外部連結
- Official website （页面存档备份，存于） （德文）